# 小野寺唯美
小野寺 唯美（おのでら ゆみ、1978年 - ）は日本のアイロンビーズ作家。宮城県仙台市出身。2010年より、画材専門店アークオアシスデザイン仙台泉店のカルチャースクールでアイロンビーズ講師を務める。その他、イベントや学校等でワークショップの講師として活動。

## 略歴
- 1997年 仙台育英学園高等学校外国語科卒業
- 2002年 高崎市立高崎経済大学経済学科卒業
- 2008年11月 仙台市青葉区にアイロンビーズ教室「アイロンビーズギャラクシー」を開設

## 主な展示
- 2005年 カフェサニードロップスにて、個展「4seasons」
- 2009年 アイロンビーズギャラクシーにて、グループ展「くだもの展」、「sweets galaxy展」、「花と水玉展」
- 2010年 アイロンビーズギャラクシーにて、グループ展「meltin' love展」、「Bugs of Spring展」、「雨とストライプ展」、「yummy's coffee展」、「アイロンビーズの森」
- 2011年 アークギャラリーにて、グループ展「スプリングフェノメノン」
- 2011年「パリのこども部屋展」
- 2011年 たまにわ＋Hギャラリー[1]にて、個展「アイロンビーズ ギャラクシー」

## 著書等
- 2006年 ポストカードブック『I have a sweet tooth』（yummy!名義、新風舎文庫、ISBN 978-4289501533）。
- 2009年 ムック『パーラービーズおしゃれアイデアブック』（宝島社、ISBN 978-4796668699）協力
- 2010年 手芸キット『パーラービーズフラワーアート』（株式会社カワダ）監修